# Masacrul de la Oran din 1962
Masacrul de la Oran.
Este o pagină din istoria Algeriei. Masacrul a avut loc în anul 1962. Au fost omorâți copii, femei și bătrâni, ajungându-se la sute de victime.